# Čiflik (Demir Kapija)
Čiflik (makedonsky: Чифлик) je vesnice v Severní Makedonii. Nachází se v opštině Demir Kapija ve Vardarském regionu.

## Geografie
Čiflik se nachází ve středu opštiny Demir Kapija nedaleko řeky Bošavica. Vesnice je rovinatá a leží v nadmořské výšce 140 metrů.
Rozloha vesnice je 5,3 km2. Dominuje jí orná půda o rozloze 75 ha, 90 ha tvoří lesy a 75 ha pastviny.

## Historie
Od svého založení byla vesnice křesťanská. Součástí katastru vesnice jsou také dvě vesnice, které byly vysídleny. Osada Orizari, která se nacházela proti proudu řeky Došnica, se zhroutila do řeky v roce 1909. Druhá osada Jankov Čiflik byla opuštěna v roce 1916 a v roce 1918 byly zbořeny všechny její stavby.
Původní vesnice Čiflik ležela blíže k vesnici Sredorek, ale v roce 1830 byla zničena Aramejci. Na původním místě je možné vidět pozůstatky kostel sv. Petka a nedaleko od něj stojí klášter s novým kostelem sv. Afanasije. V polovině 19. století se do vesnice nastěhovali turečtí beyové a z původního křesťanského obyvatelstva zde zůstala pouze jedna rodina.
V roce 1913 vesnice vyhořela a přišla tak o většinu obyvatelstva a historických staveb.

## Demografie
Podle sčítání lidu z roku 2021 žije ve vesnici 76 obyvatel. Etnické skupiny jsou:
- Makedonci – 65
- Srbové – 2
- ostatní – 9

| Rok          | 1900 | 1905 | 1948 | 1953 | 1961 | 1971 | 1981 | 1991 | 1994 | 2002 | 2021 |
| ------------ | ---- | ---- | ---- | ---- | ---- | ---- | ---- | ---- | ---- | ---- | ---- |
| Obyvatelstvo | 185  | 172  | 111  | 186  | 256  | 166  | 112  | 108  | 106  | 90   | 76   |

### Reference

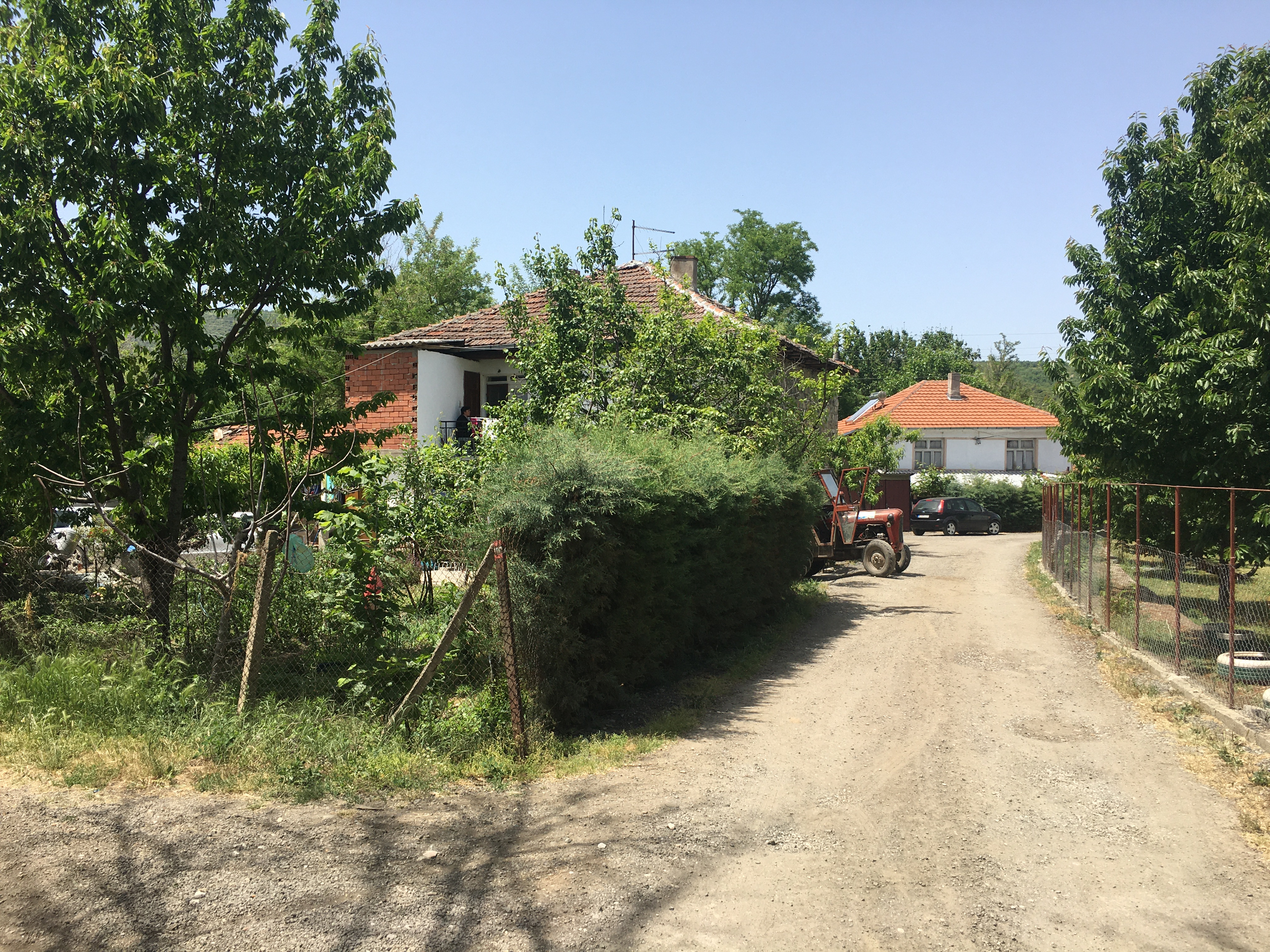
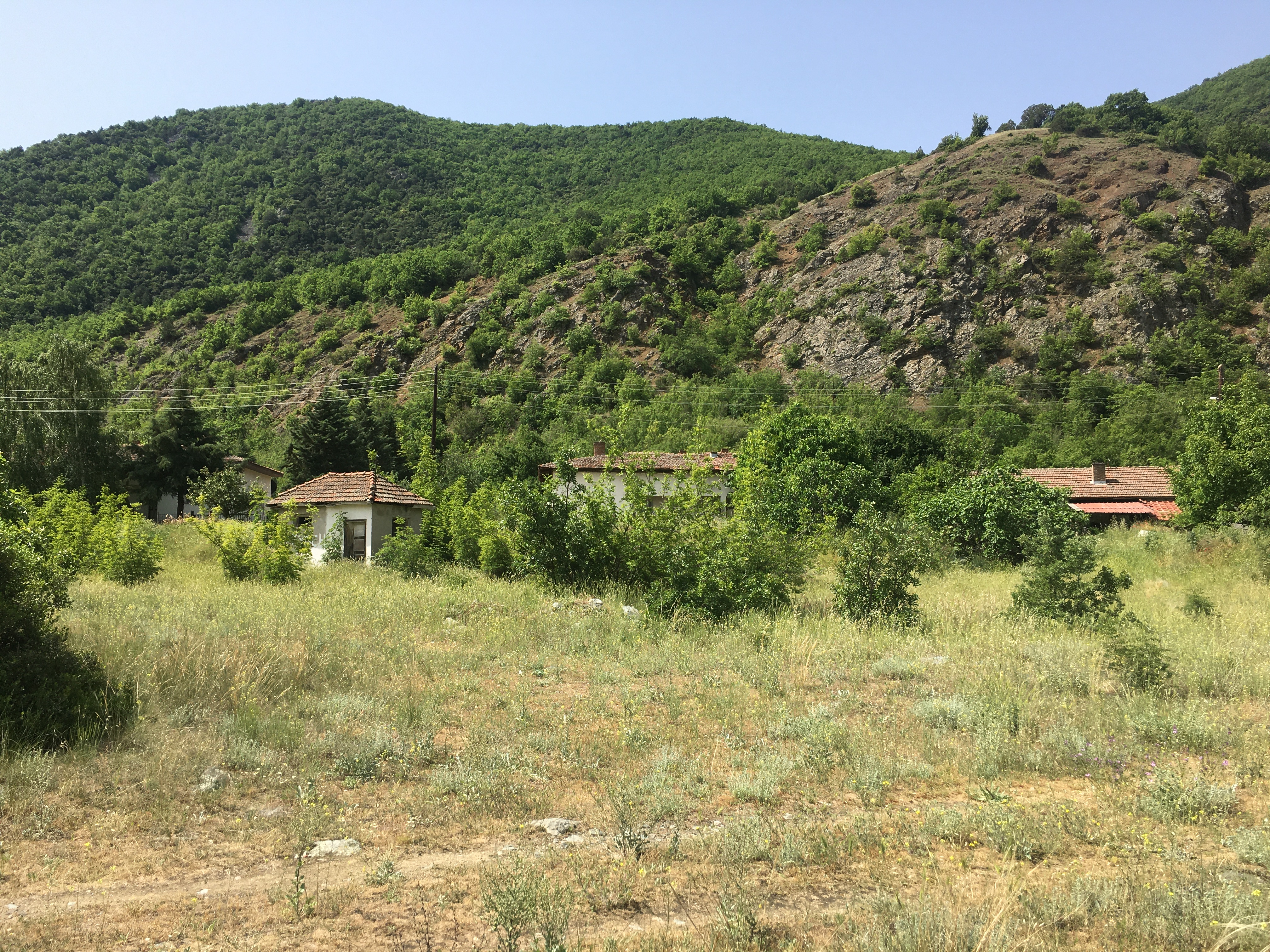
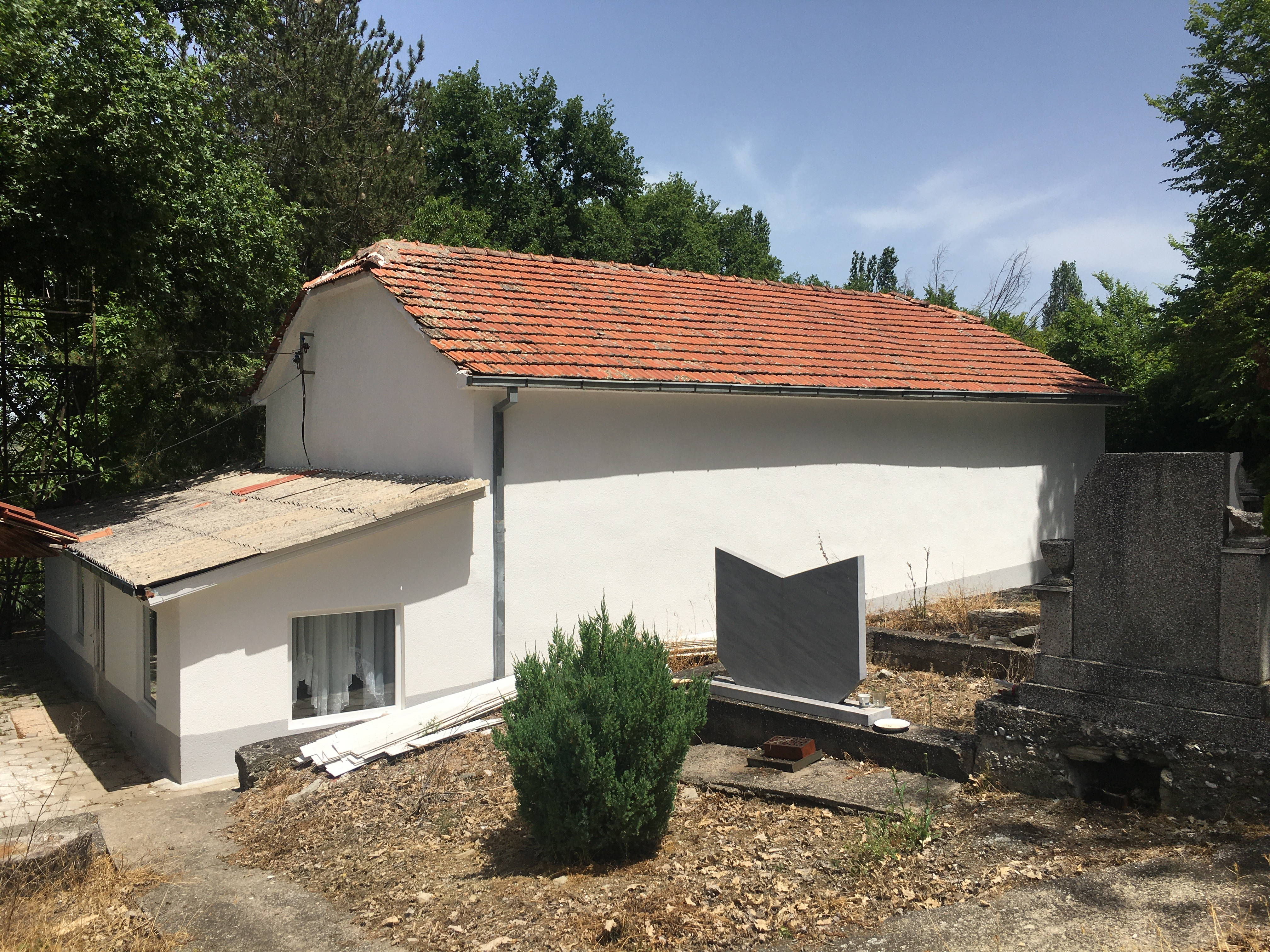
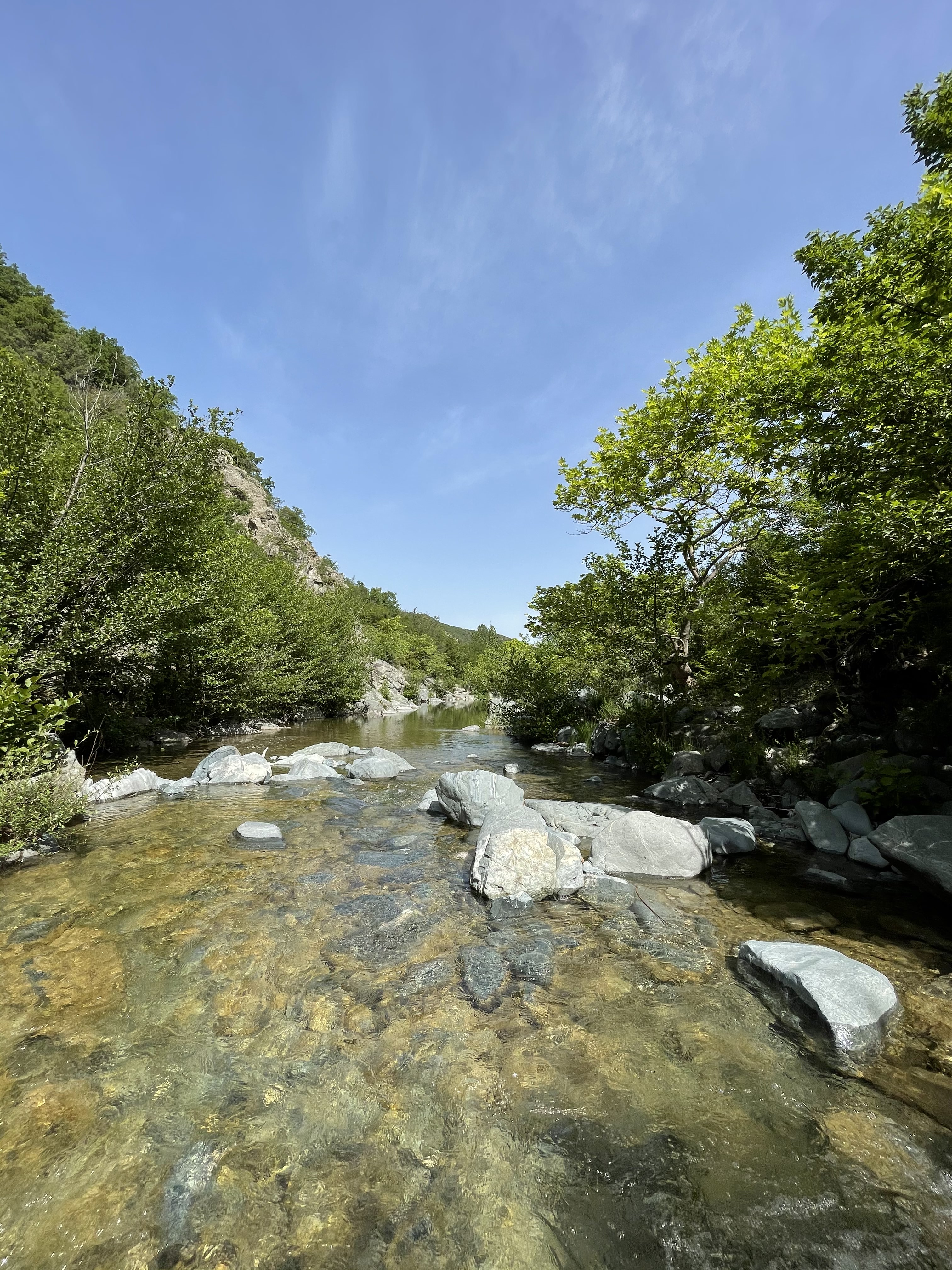
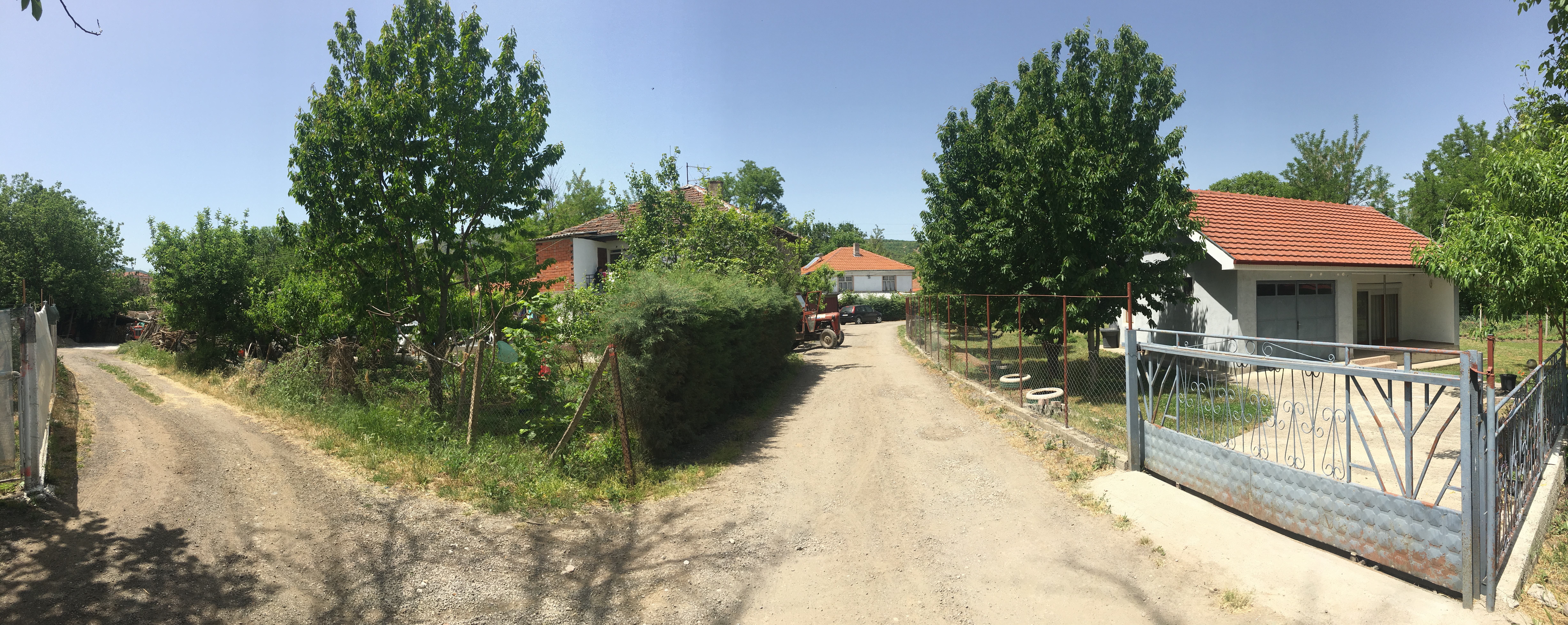